# Ihmisten edessä (singolo)
Ihmisten edessä è un brano musicale della cantante finlandese Jenni Vartiainen, estratto come secondo singolo dal suo album di esordio omonimo. Ihmisten edessä è stato pubblicato il 5 settembre 2007 su iTunes.
Il singolo è entrato in classifica alla ventesima posizione e ha raggiunto la seconda, il suo attuale picco, nella sua quarta settimana in classifica. Ha mantenuto la posizione per un'altra settimana, ed è rimasto in classifica per 29 settimane in totale.

## Tracce
1. Ihmisten edessä – 3:28

## Classifiche
| Classifica (2007) | Posizione massima |
| ----------------- | ----------------- |
| Finlandia         | 2                 |